# RCE – Remote Code Execution
RCE – Remote Code Execution  ist ein dystopischer Roman von Sibylle Berg. Er wurde April 2022 im Verlag Kiepenheuer & Witsch veröffentlicht und ist nach dem Roman GRM. Brainfuck als zweiter Band einer Trilogie angelegt. RCE spielt im selben Zeit-Raum-Kontinuum und nimmt Charaktere des Vorgängers auf, stellt aber ein eigenständiges Werk dar.

## Handlung
Der Roman spielt in einer dystopischen Zukunft, in welcher Umweltverschmutzung und gesellschaftlicher Niedergang die Weltbevölkerung bedrohen.
Die Regierungen der westlichen Welt haben Infrastrukturen, wie den Gesundheitssektor und die Polizei, privatisiert. Banken und Unternehmen herrschen über die Politik und Bildung. Das Gros der Menschen hat resigniert und sich in sein Schicksal gefügt, nur fünf Hacker aus dem Tessin wehren sich und wollen das System bekämpfen, indem sie Informationen über Remote Code Execution verbreiten. Sie hoffen, dadurch eine Revolution auszulösen.

## Hintergrund
Zum Roman wurde ein Kurzfilm mit Olli Schulz und Katja Riemann gedreht, der mit einer speziellen VR-Brille gesehen werden kann.

## Rezeption
Auf literaturkritik.de lobt Werner Jung Bergs Tonwechsel von forsch und postpunkig bis lakonisch-realistischer Erzählung und vergleicht den Roman mit den Werken von Dave Eggers. Auch Rainer Moritz von Deutschlandfunk Kultur sieht Parallelen zu Eggers, aber auch zu Raphaela Edelbauer und Hanya Yanagihara, beklagt aber, dass die Figuren zuweilen zu einfachen Sprachrohren der Autorin werden. Er beschreibt es jedoch als „ein anstrengendes, lustiges, nerviges, überflüssiges, menschliches, Buch, das kein Klischee auslässt, aber unserer apokalyptischen Gegenwart erstaunlich gut entspricht.“ Juliane Bergmann vom NDR stellt fest, dass das Buch den typischen Sybille-Berg-Sound aufweist, das den Leser in Dunkelheit hüllt, kaum erträglich und daher brillant ist. Allerdings bemängelt sie, dass sich das Buch in technischen Details verliere, so dass die Charaktere und Dialoge, die Bergs Stärke seien, nicht voll zur Geltung kämen, die Frankfurter Rundschau stellt fest, dass Berg ihr literarisches Geschick nutzt, um alle aktuellen Themen der Zeit aufzugreifen, und stellt die Frage, ob eine Revolution ohne rohe Gewalt möglich ist, die alles beseitigt, was der Masse der Menschheit schadet.
Das Buch war laut buchreport.de mit Platz 14 der SPIEGEL-Bestsellerliste höchster Neueinsteiger in der 2. Maiwoche 2022.